# Свято Нептуна (фільм)
«Свято Нептуна» (рос. «Праздник Нептуна») — радянський художній фільм, поставлений на кіностудії «Ленфільм» у 1986 році. Фільм став дебютним для режисера Юрія Маміна і сценариста Володимира Вардунаса, поклавши початок їх співпраці.

## Сюжет
Дія відбувається напередодні Нового 1986 року. Щороку 1 січня у селищі Малі П'ятки Псковської області проводиться «Свято Нептуна». І щороку керівництво справно рапортує про нього наверх, приводячи красиві дані про масову участь трудящих в фізкультурно-оздоровчому заході. Насправді ніякого свята і в помині немає, весь розрахунок на те, що 1 січня вранці ніхто і ніколи не добереться до віддаленого райцентру, щоб перевірити цифри офіційного звіту. Але одного разу 28 грудня з обласного центру приходить телеграма, що 1 січня приїде поділитися досвідом група «моржів» зі Швеції, яка дізналася про такий масовий захід. Керівництво райцентру робить все можливе і неможливе. У призначений час, при 30-градусному морозі, під грізну музику Прокоф'єва з фільму «Олександр Невський», росіяни, як сімсот років тому, зустрічають іноземне нашестя на льоду озера. І поки шведи милуються тим, що відбувається з високого берега, жителі селища дійсно кидаються в крижану воду. Свято Нептуна в розпалі, до ополонки не проштовхнутися, від'їзду іноземних гостей ніхто не помічає.

## У ролях
- Віктор Михайлов —  Василь Петрович Хохлов
- Віолетта Жухимович —  Клавдія Василівна
- Роберт Курляндчик —  Дубінкин
- Яків Степанов —  Мішка
- Віктор Цепаєв —  Гаврилов
- Анатолій Бистров —  Василь
- Іван Криворучко —  Поліщук
- Людмила Арініна — бабуся
- Олена Капиця — Олена
- Володимир Єрьомін — Дмитро Нікітін
- Олена Кондулайнен — вчителька
- Ернст Романов — Віктор Костянтинович

## Знімальна група
- Автор сценарію —  Володимир Вардунас
- Режисер-постановник —  Юрій Мамін
- Оператор-постановник —  Анатолій Лапшов
- Художник-постановник —  Георгій Карпачов
- Композитор —  Віктор Кісін